# Kastl (powiat Amberg-Sulzbach)
Kastl – gmina targowa w Niemczech, w kraju związkowym Bawaria, w rejencji Górny Palatynat, w regionie Oberpfalz-Nord, w powiecie Amberg-Sulzbach. Leży około 15 km na południowy zachód od Amberga, nad rzeką Lauterach, przy drodze B299.

## Zabytki i atrakcje
- Kościół pw. św. Piotra (St. Peter)
- klasztor Kastl